# Западная Лунга (национальный парк)
Национальный парк Западная Лунга (англ. West Lunga National Park) — национальный парк в густом лесу в северо-западной провинции Замбии. Расположен между реками Западная Лунга и Кабомпо, примерно в 10 км к северу от гравийной дороги (дорога М8) от Солвези до Кабомпо, и занимает площадь около 1700 км².

## Флора
Единственный в Замбии национальный парк, покрытый лесом, относящийся к небольшому экорегиону сухих лесов Cryptosepalum, который существует только на нескольких участках на юго-западе провинции, немного простираясь за границу в Анголу. Деревья Cryptosepalum (местные называют «mukwe») вечнозёленые и растут густо с закрытым пологом. Экорегион образует самый большой вечнозелёный лес в Африке за пределами экваториальной зоны. Хотя количество осадков в этом районе довольно высокое (более 1000 мм в год), почвы песчаные и хорошо дренируются, поэтому, кроме рек, наблюдается нехватка поверхностной воды. В парке также есть несколько участков леса и лугов Миомбо.

## Животный мир
Нехватка воды и густота леса удерживают население региона на низком уровне, и, несмотря на браконьерство и отсутствие охраны, считается, что лес всё ещё довольно богат дикими животными. Там обитают более мелкие лесные млекопитающие, такие как дукеры и кустарниковые свиньи, а в недавних сообщениях также упоминаются пуку, бегемоты, нильские крокодилы, мартышки-верветки и жёлтые бабуины. Охранники говорят, что здесь водятся буйволы, лошадиные антилопы, чёрные антилопы, бубалы Лихтенштейна, импалы, антилопы-канны и слоны.

## Доступность
В парке нет управления, удобств и дорог. Здесь нет жилья и городов поблизости, посетители должны быть полностью самодостаточными. (На сайте Zambia Tourism парк даже не упоминается.) До него можно добраться по грунтовой дороге от главной дороги до ворот парка и базы в Дживунду на юго-западе. 